# 闪石乡
闪石乡，是中华人民共和国江西省萍乡市莲花县下辖的一个乡镇级行政单位。

## 行政区划
闪石乡下辖以下地区：
江南村、井屋村、洞背村、大源村、暖水村、闪石村、渭下村和西江村。